# Adolphe de Leuven
Pour les articles homonymes, voir Leuven.
Adolphe Ribbing, dit Adolphe de Leuven, est un dramaturge, librettiste et directeur de théâtre français, né le 29 septembre 1802 (7 vendémiaire de l'an XI) dans l'ancien 1er arrondissement de Paris et mort le 14 avril 1884 dans le 9e arrondissement de Paris.

## Biographie
Adolphe Ribbing est le fils naturel du comte Adolphe-Louis Ribbing, officier de l'armée suédoise né à Stockholm, et Jeanne-Claude Billard, fille de médecin. Son grand-père, le comte Frédéric Ribbing, était sénateur du Riksråd.
Sous le pseudonyme d'Adolphe de Leuven, il est l'auteur de plus de 170 pièces et livrets d'opéras et d'opéras-comiques, pour des compositeurs tels que Adolphe Adam (Le Postillon de Lonjumeau), Louis Clapisson et Ambroise Thomas.
Associé pendant près de cinquante ans avec l'Opéra-Comique, il en assure la codirection (avec Camille du Locle) de 1862 à 1874. Il démissionne en signe de protestation contre le meurtre sur scène du personnage principal dans Carmen.
Il a également écrit plusieurs vaudevilles avec Alexandre Dumas qui lui consacre dans ses mémoires plusieurs pages.
Il avait épousé Antoinette-Jenny-Eugénie de Planard, fille du dramaturge Eugène de Planard et petite-fille de Madame Saint-Aubin, cantatrice, morte à Marly-le-Roi le 9 août 1874.

## Œuvres
- 1832 : Vert-Vert, comédie en 3 actes d'Auguste Pittaud de Forges et d'Adolphe de Leuven, théâtre du Palais-Royal lire en ligne sur Gallica
- 1833 : Sophie Arnould, vaudeville en 3 actes d'Adolphe de Leuven, Pittaud de Forges et Dumanoir, théâtre du Palais-Royal
- 1835 : Le Père Latuile ou le Cabaret de la barrière de Clichy, souvenir de 1814 en un acte, vaudeville de Pittaud de Forges et de Leuven, théâtre de la Porte-Saint-Antoine (3 décembre) [lire en ligne]
- 1836 : Actéon et le Centaure Chiron, farce de Théaulon, Duvert et de Leuven, théâtre du Palais-Royal (19 mars) lire en ligne sur Gallica
- 1855 : Jaguarita l'Indienne, opéra-comique en 3 actes de Leuven et de Jules-Henri Vernoy de Saint-Georges, musique de Fromental Halévy, créé le 14 mai 1855 au Théâtre-Lyrique, à Paris
- 1877 :  Le Trompette de Chamborand, opérette en un acte d'Adenis et de Leuven, musique de Louis Deffès, Casino de Dieppe (8 août)

## Décorations
- Chevalier de la Légion d'honneur, au titre du ministère des Beaux-Arts (décret du 29 avril 1847)
- Officier de la Légion d'honneur, au titre du ministère des Beaux-Arts (décret du 9 août 1870)[7]